# Nélida María Bacigalupo
Nélida María Bacigalupo (San Isidro, Argentina, 1 de junio de 1924 - Argentina, 4 de marzo de 2019) fue una botánica, curadora y profesora argentina. Estudió en la Facultad de Ciencias Naturales y Museo de la Universidad Nacional de La Plata; y en 1953, se tituló de Doctor en Ciencias Naturales en la misma universidad. Fue investigadora del "Instituto de Botánica Darwinion", San Isidro (Buenos Aires), siendo curadora de su Herbario. Fue directora de la Flora Ilustrada de la Provincia de Entre Ríos, Argentina. Directora del Boletín de la Sociedad Argentina de Botánica (SAB) y socia honoraria de la misma. Mujer ejemplar de San Isidro (2007).
Ha realizado expediciones botánicas en Paraguay y en Argentina. Es autoridad mundial de la familia de las rubiáceas.

## Algunas publicaciones
- Zulma E. Rúgolo de Agrasar, Nélida B. Bacigalupo. Maevia Noemí Correa (1914-2005). Darwiniana 43 (1-4): 281-285. enero/diciembre de 2005, [citado 17 de octubre de 2009]. Disponible online ISSN 0011-6793

- 1952-1954. Las especies argentinas de los géneros Psychotria, Palicourea y Rudgec (Rubiaceoe). Darwiniana 10 (1): 31-64

### Libros
- M.N. Correa. Orchidaceae. En NM Bacigalupo (ed.) Flora Ilustrada de Entre Ríos. Colec. Cient. INTA. 5 (1)

- Arturo Erhardo Burkart, Nélida M. Bacigalupo. 2005. Flora ilustrada de Entre Rios (Argentina). Vol. 6 de Colección científica. Parte 4 de Flora ilustrada de Entre Ríos. Instituto Nacional de Tecnología Agropecuaria. 627 pp.

- Nélida M. Bacigalupo. 1996. Flora del valle de Lerma: Rubiaceae Juss. Vol. 4, Nº 3 de Aportes botánicos de Salta. Serie Flora. Herbario MCNS, Facultad de Ciencias Naturales, Universidad Nacional de Salta. 52 pp.

- Nélida M. Bacigalupo, Ángel Lulio Cabrera. 1993. Verbenáceas a Caliceráceas. Vol. 13 de Colección científica del INTA. Parte 9 de Flora de la Provincia de Jujuy : República Argentina. Colec. Cient. INTA. 560 pp.

- Delia Añón Suárez, Nélida M. Bacigalupo, Ángel V. Borrello. 1968. Pteridófitas - Gimnospermas y Monocotiledóneas (excepto Gramineas). Vol. 1 de Flora de la Provincia de Buenos Aires. Vol. 4 de Colec. Cient. INTA. 623 pp.

- Nélida María Bacigalupo, Ana María Cialdella. 1956. Callitrichaceae. En Flora patagónica 6 : 396 - 402

## Honores
- 2007: "Mujer ejemplar de San Isidro"

### Eponimia
- (Rubiaceae) Mitracarpus bacigalupoae E.L.Cabral, W.A.Medina & E.B.Souza[3]

### Membresías
- Sociedad Argentina de Botánica, y vicepresidenta honoraria de las "33ª Jornadas Argentinas de Botánica", de 2011
- La abreviatura «Bacigalupo» se emplea para indicar a Nélida María Bacigalupo como autoridad en la descripción y clasificación científica de los vegetales.[4]